# Plastanoxus chittendenii
Plastanoxus chittendenii är en stekelart som först beskrevs av William Harris Ashmead 1893.  Plastanoxus chittendenii ingår i släktet Plastanoxus, och familjen dvärggaddsteklar. Arten är reproducerande i Sverige.